# Pseudobagarius meridionalis
Pseudobagarius meridionalis är en fiskart som först beskrevs av Ng och August Siebert 2004.  Pseudobagarius meridionalis ingår i släktet Pseudobagarius och familjen Akysidae. Inga underarter finns listade i Catalogue of Life.